# 1970-es Formula–1 kanadai nagydíj
Az 1970-es Formula–1 világbajnokság tizenegyedik futama a kanadai nagydíj volt.

## Futam
Jochen Rindt halála után a Lotus úgy döntött, nem küldi el autóit a kanadai nagydíjra, a Rob Walker Racing azonban jelen volt az új Lotus 72-essel. Bár a Ferrarik dominálták az előző versenyeket, Stewart szerezte meg a pole-t Ickx előtt az új Tyrrell 001-gyel. Regazzoni a harmadik, míg Stewart csapattársa, François Cevert a negyedik helyről indult.
Stewart a rajt után megtartotta a vezetést Ickx előtt, míg Rodríguez a hetedik helyről harmadiknak jött fel, Surtees, Cevert és Regazzoni elé. Stewart egyre nagyobb előnnyel vezetett, bizonyítva, hogy az új Tyrrell versenyképes lesz, de a 32. körben féltengelye meghibásodott és kiesett. Ezután Ickx került az élre, közel egy perccel Regazzoni előtt, aki megelőzte Cevert-t. A harmadik helyen végül Amon ért célba. A Ferrari egy újabb kettős győzelmet szerzett, míg Ickx a bajnokság második helyére jött fel. Mivel a belgának 28 pontja volt Rindt 45 pontjával szemben, győznie kellett az utolsó két futamon.
| Helyezés | #  | Versenyző            | Csapat/Motor       | Futott körök | Idő/Kiesés oka  | Rajthely | Pontszám |
| -------- | -- | -------------------- | ------------------ | ------------ | --------------- | -------- | -------- |
| 1        | 18 | Jacky Ickx           | Ferrari            | 90           | 2h21:18,4       | 2        | 9        |
| 2        | 19 | Clay Regazzoni       | Ferrari            | 90           | + 14,8          | 3        | 6        |
| 3        | 20 | Chris Amon           | March-Ford         | 90           | + 57,9          | 6        | 4        |
| 4        | 14 | Pedro Rodríguez      | BRM                | 89           | + 1 kör         | 7        | 3        |
| 5        | 4  | John Surtees         | Surtees-Ford       | 89           | + 1 kör         | 5        | 2        |
| 6        | 6  | Peter Gethin         | McLaren-Ford       | 88           | + 2 kör         | 11       | 1        |
| 7        | 24 | Henri Pescarolo      | Matra              | 87           | + 3 kör         | 8        |          |
| 8        | 23 | Jean-Pierre Beltoise | Matra              | 85           | Kuplung         | 13       |          |
| 9        | 2  | François Cevert      | Tyrrell-Ford       | 85           | + 5 kör         | 4        |          |
| 10       | 16 | George Eaton         | BRM                | 85           | + 5 kör         | 9        |          |
| HN       | 10 | Tim Schenken         | De Tomaso-Ford     | 79           | Helyezés nélkül | 17       |          |
| HN       | 9  | Graham Hill          | Lotus-Ford         | 77           | Helyezés nélkül | 20       |          |
| Kiesett  | 8  | Andrea de Adamich    | McLaren-Alfa Romeo | 69           | Olajnyomás      | 12       |          |
| HN       | 26 | Ronnie Peterson      | March-Ford         | 65           | Helyezés nélkül | 16       |          |
| Kiesett  | 5  | Denny Hulme          | McLaren-Ford       | 58           | Motorhiba       | 15       |          |
| Kiesett  | 11 | Jack Brabham         | Brabham-Ford       | 57           | Olajszivárgás   | 19       |          |
| HN       | 15 | Jackie Oliver        | BRM                | 52           | Helyezés nélkül | 10       |          |
| Kiesett  | 3  | Jackie Stewart       | Tyrrell-Ford       | 31           | Tengelytörés    | 1        |          |
| Kiesett  | 12 | Rolf Stommelen       | Brabham-Ford       | 22           | Meghajtás       | 18       |          |
| Kiesett  | 21 | Jo Siffert           | March-Ford         | 21           | Motorhiba       | 14       |          |

## Statisztikák
Vezető helyen:
- Jackie Stewart: 31 (1-31)
- Jacky Ickx: 59 (32-90)

Jacky Ickx 5. győzelme, Jackie Stewart 6. pole-pozíciója, Clay Regazzoni 3. leggyorsabb köre.
- Ferrari 45. győzelme.